# Britanski muzej
Británski muzéj (angleško British Museum, kratica BM) je javni muzej, posvečen človeški zgodovini, umetnosti in kulturi, ki se nahaja v predelu Bloomsbury v Londonu. Njegova stalna zbirka z osmimi milijoni eksponatov je največja na svetu. Dokumentira zgodbo o človeški kulturi od njenih začetkov do danes. Britanski muzej je bil prvi javni nacionalni muzej, ki je pokrival vsa področja znanja/znanosti.
Leta 2022 je muzej obiskalo 4.097.253 obiskovalcev, kar je 209 odstotkov več kot leta 2021. Uvrstil se je na tretje mesto na seznamu najbolj obiskanih umetnostnih muzejev na svetu.
Muzej je bil ustanovljen leta 1753, v veliki meri temelji na zbirkah anglo-irskega zdravnika in znanstvenika sira Hansa Sloana. Za javnost so ga prvič odprli leta 1759 v hiši Montagu, na mestu sedanje stavbe. Širitev muzeja v naslednjih 250 letih je bila v veliki meri posledica britanske kolonizacije in je povzročila ustanovitev več podružničnih institucij ali neodvisnih odcepitev, prvi je bil Naravoslovni muzej leta 1881. Pravica do lastništva nekaterih njegovih najbolj dobro znanih pridobitev, zlasti grški Elginovi marmorji in egipčanski Kamen iz Rosette, je predmet dolgotrajnih sporov in zahtevkov za repatriacijo.
Leta 1973 je zakon o Britanski knjižnici iz leta 1972 ločil knjižnični oddelek od Britanskega muzeja, vendar je še naprej gostil zdaj ločeno British Library v isti čitalnici in stavbi kot muzej do leta 1997. Muzej je neresorska javna ustanova, ki jo sponzorira Ministrstvo za digitalno, kulturo, medije in šport in tako kot vsi nacionalni muzeji v Združenem kraljestvu ne zaračunava vstopnine, razen za izposojene razstave.

## Zgodovina
Čeprav je danes predvsem muzej kulturnih umetniških predmetov in starin, je bil Britanski muzej ustanovljen kot »univerzalni muzej«. Njeni temelji so v oporoki anglo-irskega zdravnika in naravoslovca sira Hansa Sloana (1660–1753), londonskega zdravnika in znanstvenika iz Ulstra. V času svojega življenja, zlasti potem, ko se je poročil z vdovo bogatega jamajškega plantaža, je Sloane zbral veliko zbirko zanimivosti in ker ni želel, da bi zbirko po smrti razbili, jo je zapustil kralju Juriju II., za narod, za znesek £20,000.
Takrat je Sloanovo zbirko sestavljalo približno 71.000 predmetov vseh vrst, vključno s približno 40.000 tiskanimi knjigami, 7000 rokopisi, obsežnimi naravoslovnimi primerki, vključno s 337 zvezki posušenih rastlin, grafikami in risbami, vključno s tistimi Albrechta Dürerja in starinami iz Sudana, Egipta, Grčije, Rima, starega Bližnjega in Daljnega vzhoda ter Amerik.

### Fundacija (1753)
7. junija 1753 je kralj Jurij II. dal svojo kraljevo privolitev k zakonu parlamenta, ki je ustanovil Britanski muzej. Zakon o Britanskem muzeju iz leta 1753 je zbirki Sloane dodal še dve drugi knjižnici, in sicer Cottonian Library, ki jo je sestavil Sir Robert Cotton, ki sega v elizabetinsko obdobje, in Harleian Library, zbirka grofov Oxfordskih. Leta 1757 se jim je pridružila "Stara kraljeva knjižnica", zdaj Kraljevi rokopisi, ki so jih zbirali različni britanski monarhi. Te štiri 'temeljne zbirke' so skupaj vključevale veliko najbolj cenjenih knjig, ki so zdaj v Britanski knjižnici, vključno Lindisfarnski evangeliji in edinim ohranjenim rokopisom Beowulf.
Britanski muzej je bil prvi muzej nove vrste – nacionalni, ki ni pripadal ne cerkvi ne kralju, prosto odprt za javnost in katerega cilj je bil zbrati vse. Sloanova zbirka, čeprav je vključevala ogromno različnih predmetov, je večinoma odražala njegove znanstvene interese. Dodatek rokopisov Cotton in Harley je uvedel literarni in antikvarni element, kar je pomenilo, da je Britanski muzej postal hkrati Narodni muzej in knjižnica.

### Kabinet Zanimivosti (1753–1778)
Skupina skrbnikov se je za lokacijo muzeja odločila za predelano graščino iz 17. stoletja, hišo Montagu, ki jo je kupila od družine Montagu za 20.000 funtov. Skrbniki so zavrnili Buckinghamsko hišo, ki je bila kasneje spremenjena v današnjo Buckinghamsko palačo, na podlagi stroškov in neprimernosti njene lokacije.
S pridobitvijo hiše Montagu so se 15. januarja 1759 odprle prve razstavne galerije in čitalnica za učenjake.ref>Cavendish, Richard (Januar 2009). »The British Museum opened on January 15th, 1759«. History Today. Zv. 59, št. 1. Arhivirano iz spletišča dne 17. januarja 2016. Pridobljeno 15. januarja 2016.</ref> Takrat sta bila največja dela zbirke knjižnica, ki je zavzemala večino prostorov v pritličju hiše Montagu in naravoslovni predmeti, ki so zavzemali celotno krilo v drugem državnem nadstropju stavbe. Leta 1763 so skrbniki Britanskega muzeja pod vplivom Petra Collinsona in Williama Watsona zaposlili nekdanja študenta Carla Linnaeusa, Daniela Solanderja, da je prirodoslovno zbirko prerazvrstil po Linnejevem sistemu, s čimer je muzej postal javno središče učenja, dostopnega vsem evropskim naravoslovcem. Leta 1823 je kralj Jurij IV. dal Kraljevo knjižnico, ki jo je sestavil Jurij III., parlament pa je dal pravico do kopije vsake knjige, izdane v državi, s čimer je zagotovil, da se bo muzejska knjižnica širila za nedoločen čas. V nekaj letih po ustanovitvi je Britanski muzej prejel še več daril, vključno z Thomasonovo zbirko razprav o državljanski vojni in knjižnico Davida Garricka s 1000 natisnjenimi igrami. Prevlada naravne zgodovine, knjig in rokopisov se je začela zmanjševati, ko je leta 1772 muzej za 8410 funtov pridobil svoje prve pomembne starine v "prvi" zbirki grških vaz sira Williama Hamiltona.

### Nedolžnost in energija (1778–1800)
Od leta 1778 je razstava predmetov iz Južnih morij, prinesenih s potovanj okoli sveta kapitana Jamesa Cooka in potovanj drugih raziskovalcev, navduševala obiskovalce s pogledom na prej neznane dežele. Zapuščina zbirke knjig, graviranih draguljev, kovancev, grafik in risb Claytona Mordaunta Cracherodeja leta 1800 je veliko prispevala k dvigu ugleda muzeja; vendar je hiša Montagu postajala vse bolj natrpana in propadala in očitno je bilo, da ne bo kos nadaljnji širitvi.
Prvi pomemben dodatek muzeja k njegovi zbirki starin od njegove ustanovitve je bil sir William Hamilton (1730–1803), britanski veleposlanik v Neaplju, ki je leta 1784 muzeju prodal svojo zbirko grških in rimskih artefaktov skupaj s številnimi druge starine in naravoslovni primerki. Seznam donacij muzeju z dne 31. januarja 1784 se nanaša na Hamiltonovo zapuščino »Kolosalne Apolonove noge v marmorju«. Bila je ena od dveh starin iz Hamiltonove zbirke, ki ju je zanj narisal Francesco Progenie, učenec Pietra Fabrisa, ki je prispeval tudi številne risbe Vezuva, ki jih je Hamilton poslal Kraljevi družbi v Londonu.

### Rast in spremembe (1800–1825)
V zgodnjem 19. stoletju so se začeli postavljati temelji za obsežno zbirko kiparstva in na razstavah starin so prevladovali grški, rimski in egipčanski artefakti. Po porazu francoske kampanje v bitki na Nilu leta 1801 je Britanski muzej pridobil več egipčanskih skulptur in leta 1802 je kralj Jurij III. predstavil kamen iz Rosette – ključ za dešifriranje hieroglifov. Darila in nakupi Henryja Salta, britanskega generalnega konzula v Egiptu, začenši s Kolosalnim doprsnim kipom Ramzesa II. leta 1818, so postavili temelje zbirke egipčanske monumentalne skulpture. Sledile so številne grške skulpture, predvsem prvi namensko zgrajen razstavni prostor, zbirka Charlesa Towneleyja, večinoma rimske skulpture, leta 1805. Leta 1806 je Thomas Bruce, 7. grof Elginski, veleposlanik v Osmanskem cesarstvu od 1799 do 1803, odstranil veliko zbirko marmornatih skulptur iz Partenona na Akropoli v Atenah in jih prenesel v Združeno kraljestvo. Leta 1816 je te mojstrovine zahodne umetnosti z zakonom parlamenta pridobil Britanski muzej in jih nato deponiral v muzej. Zbirke je leta 1815 dopolnil Bassaejev friz iz Phigaleie v Grčiji. Zbirka starodavnega Bližnjega vzhoda se je prav tako začela leta 1825 z nakupom asirskih in babilonskih starin od vdove Claudiusa Jamesa Richa.
Leta 1802 je bil ustanovljen gradbeni odbor, ki je načrtoval širitev muzeja, kar je še bolj poudarjeno z donacijo leta 1822 Kraljeve knjižnice, osebne knjižnice kralja Jurija III., ki obsega 65.000 zvezkov, 19.000 brošur, zemljevidov, grafikonov in topografskih risb. Neoklasicističnega arhitekta sira Roberta Smirkeja so prosili, naj pripravi načrte za vzhodni prizidek muzeja »... za sprejem Kraljeve knjižnice in galerijo slik nad njo ...« in je predstavil načrte za današnjo štirioglato zgradbo, katere velik del je še danes viden. Dotrajana hiša Old Montagu je bila porušena in leta 1823 so se začela dela na Galeriji King's Library. Prizidek, vzhodno krilo, je bil dokončan do leta 1831. Vendar pa je po ustanovitvi Narodne galerije v Londonu leta 1824 predlagana Slikarska galerija ni bila več potrebna, prostor v zgornjem nadstropju pa so namenili prirodoslovnim zbirkam.
Prvi sinopsis Britanskega muzeja je bil objavljen leta 1808. Ta je opisoval vsebino muzeja in prikazovanje predmetov po sobah, vsakih nekaj let pa so bile objavljene posodobljene izdaje.

### Največje gradbišče v Evropi (1825–1850)
Ko je velika neoklasicistična stavba sira Roberta Smirka postopoma nastala, je muzej postal gradbišče. Kraljeva knjižnica v pritličju vzhodnega krila je bila predana leta 1827 in je bila opisana kot ena najlepših sob v Londonu. Čeprav ni bil v celoti odprt za širšo javnost do leta 1857, so bile med Veliko razstavo leta 1851 organizirane posebne otvoritve.
Leta 1840 se je muzej vključil v svoja prva čezmorska izkopavanja, odpravo Charlesa Fellowsa v Ksantos v Mali Aziji, od koder so prišli ostanki grobnic vladarjev starodavne Likije, med njimi spomenik Nereid in grobnica Payava. Leta 1857 naj bi Charles Newton odkril mavzolej iz 4. stoletja pr. n. št. v Halikarnasu, eno od sedmih čudes starodavnega sveta. V 1840-ih in 1850-ih je muzej podpiral izkopavanja v Asiriji, ki so jih izvedli A. H. Layard in drugi na lokacijah, kot sta Nimrud in Ninive. Posebej zanimivo za kustose je bilo končno odkritje Asurbanipalove velike knjižnice klinopisnih tablic, ki je pripomogla, da je muzej postal središče asirskih študij.
Sir Thomas Grenville (1755–1846), skrbnik Britanskega muzeja od leta 1830, je sestavil knjižnico z 20.240 zvezki, ki jih je z oporoko zapustil muzeju. Knjige so prispele januarja 1847 v enaindvajsetih kočijah s konjsko vprego. Edini prazen prostor za to veliko knjižnico je bila soba, prvotno namenjena rokopisom, med sprednjo vhodno avlo in rokopisnim salonom. Knjige so ostale tu, dokler se British Library leta 1998 ni preselila v St Pancras.

### Zbiranje iz širnega sveta (1850–1875)
Odprtje preddverja leta 1852 je pomenilo dokončanje načrta Roberta Smirkeja iz leta 1823, vendar so bile že potrebne prilagoditve za obvladovanje nepredvidene rasti zbirk. Zgrajene so bile galerije za asirske skulpture in Okrogla čitalnica Sydneyja Smirkeja s prostorom za milijon knjig, odprta leta 1857. Zaradi nenehnega pritiska na prostor je bila sprejeta odločitev, da se naravoslovje preseli v novo stavbo v Južnem Kensingtonu, ki bi kasneje postal Britanski prirodoslovni muzej.
Približno sočasno z gradnjo nove stavbe je potekala kariera človeka, ki ga včasih imenujejo 'drugi ustanovitelj' Britanskega muzeja, italijanskega knjižničarja Anthonyja Panizzija. Pod njegovim nadzorom se je knjižnica Britanskega muzeja (zdaj del Britanske knjižnice) petkrat povečala in postala dobro organizirana ustanova, vredna naziva nacionalna knjižnica, največja knjižnica na svetu za Pariško narodno knjižnico. Štirikotnik v središču Smirkejeve zasnove se je izkazal kot izguba dragocenega prostora in je bil na Panizzijevo zahtevo zapolnjen s krožno čitalnico iz litega železa, ki jo je zasnoval Smirkejev brat, Sydney Smirke.
Do sredine 19. stoletja so bile muzejske zbirke razmeroma omejene, toda leta 1851, ko je bil Augustus Wollaston Franks imenovan za skrbnika zbirk, je muzej prvič začel zbirati britanske in evropske srednjeveške starine, prazgodovino, razvejala v Azijo in diverzificirala svojo etnografijo. Pravi udarec za muzej je bil leta 1867 nakup obsežne in dragocene zbirke starin vojvode Blacasa, kljub ugovorom Francije. Čezmorska izkopavanja so se nadaljevala in John Turtle Wood je odkril ostanke Artemidinega templja iz 4. stoletja pr. n. št. v Efezu, še eno čudo starodavnega sveta.

### Študije in zapuščine (1875–1900)
Naravoslovne zbirke so bile sestavni del Britanskega muzeja do njihove odstranitve v nov Britanski prirodoslovni muzej leta 1887. Z odhodom in dokončanjem novega Belega krila (sproti Montague Street) leta 1884 je bilo na voljo več prostora za starine in etnografijo, knjižnica pa se je lahko še razširila. To je bil čas inovacij, saj so v čitalnico in razstavne galerije uvedli električno razsvetljavo.
Zbirka orožja Williama Burgesa je bila zapuščena muzeju leta 1881. Leta 1882 je muzej sodeloval pri ustanovitvi neodvisnega Egypt Exploration Fund (zdaj Society), prvega britanskega organa, ki je izvajal raziskave v Egiptu. Zapuščina gospodične Emme Turner leta 1892 je financirala izkopavanja na Cipru. Leta 1897 je smrti velikega zbiratelja in kustosa A. W. Franksa sledila ogromna zapuščina 3300 prstanov, 153 posod za pijačo, 512 kosov kontinentalnega porcelana, 1500 netsukejev, 850 inrojev, več kot 30.000 ekslibrisov in raznih predmetov nakita ter plošča, med njimi Oksusov zaklad.
Leta 1898 je baron Ferdinand de Rothschild zapustil Waddesdonovo zapuščino, bleščečo vsebino iz svoje nove kadilnice v dvorcu Waddesdon. To je obsegalo skoraj 300 kosov umetniških predmetov in vertu, ki so vključevali izvrstne primerke nakita, plošč, emajla, rezbarij, stekla in majolike, med njimi relikviarij Svetega trna, verjetno ustvarjen v 1390-ih v Parizu za Janeza, vojvodo Berryjskega. Zbirka je bila v tradiciji Schatzkammer, kakršno so oblikovali renesančni evropski knezi. Oporoka barona Ferdinanda je bila zelo natančna in neupoštevanje pogojev bi jo razveljavilo, zbirka bi morala biti 
postavljena v posebno sobo, ki se bo imenovala soba Waddesdonova zapuščine, ločeno od druge vsebine muzeja in jo od takrat naprej za vedno hranite v tej sobi ali v kakšni drugi sobi, ki jo bo nadomestila.
 Ti termini se še vedno upoštevajo, zbirka pa je v prostoru 2a.

### Novo stoletje, novogradnja (1900–1925)
V zadnjih letih 19. stoletja so se zbirke Britanskega muzeja povečale do te mere, da njegova stavba ni bila več dovolj velika. Leta 1895 so skrbniki odkupili 69 hiš, ki obkrožajo muzej, z namenom, da jih porušijo in gradijo okoli zahodne, severne in vzhodne strani muzeja. Prva faza je bila gradnja severnega trakta v začetku leta 1906.
Ves čas so se zbirke povečevale. Emil Torday je zbiral v Srednji Afriki, Aurel Stein v Srednji Aziji, D. G. Hogarth, Leonard Woolley in T. E. Lawrence so izkopavali v Carchemishu. Približno v tem času je ameriški zbiratelj in filantrop J. Pierpont Morgan muzeju podaril precejšnje število predmetov, vključno z zbirko prazgodovinskih artefaktov iz vse Evrope Williama Greenwella, ki jo je leta 1908 kupil za 10.000 GBP. Morgan je pridobil tudi velik del zbirke kovancev sira Johna Evansa, ki ga je pozneje muzeju prodal njegov sin J. P. Morgan ml., National Library of Wales (Aberystwyth) in podeželska hiša v bližini Malverna. Ob vrnitvi starin iz vojnega skladišča leta 1919 je bilo ugotovljeno, da so nekateri predmeti dotrajali. 
Konservatorski laboratorij je bil ustanovljen maja 1920 in je leta 1931 postal stalni oddelek. Danes je najstarejši v neprekinjenem obstoju.
Leta 1923 je Britanski muzej sprejel več kot milijon obiskovalcev.

### Razpad in obnova (1925–1950)
Zgrajena so bila nova medetažna nadstropja in obnovljeni knjižni skladi, da bi se spopadli s poplavo knjig. Leta 1931 je trgovec z umetninami sir Joseph Duveen ponudil sredstva za izgradnjo galerije za skulpture Partenona. Zasnoval jo je ameriški arhitekt John Russell Pope in je bila dokončana leta 1938. Videz razstavnih galerij se je začel spreminjati, ko so se temne viktorijanske rdeče barve umaknile modernim pastelnim odtenkom.
Po upokojitvi Georgea Francisa Hilla kot direktorja in glavnega knjižničarja leta 1936 ga je nasledil John Forsdyke.
Ko so se napetosti z nacistično Nemčijo razvile in je kazalo, da je vojna neizbežna, je Forsdyke prišel do mnenja, da se mora muzej zaradi verjetnosti veliko hujših zračnih napadov, kot je bil v prvi svetovni vojni, pripraviti na odstranitev svojih najdragocenejših predmetov na varne lokacije. Po münchenski krizi je Forsdyke naročil 3300 škatel brez žebljev in jih shranil v kleti galerije Duveen. Hkrati je začel z iskanjem in zagotavljanjem ustreznih lokacij. Tako je muzej 24. avgusta 1939 lahko hitro začel s selitvijo izbranih predmetov (samo dan po tem, ko jim je to svetoval minister za notranje zadeve), da bi zavaroval kleti, podeželske hiše, podzemno postajo Aldwych in valižansko nacionalno knjižnico. Številni predmeti so bili v začetku leta 1942 premeščeni iz prvotnih lokacij razpršitve v novo zgrajen objekt v kamnolomu Westwood v Wiltshiru. Evakuacija je bila pravočasna, kajti leta 1940 je bila galerija Duveen močno poškodovana v bombardiranju. Medtem so pred vojno nacisti za nekaj let poslali raziskovalca v Britanski muzej z namenom, da »sestavi antisemitsko zgodovino anglo-judovstva«.
Po vojni je muzej še naprej zbiral iz vseh držav in vseh stoletij: med najbolj spektakularnimi dodatki je bil mezopotamski zaklad iz leta 2600 pr. n. št. iz Ura, odkrit med izkopavanji Leonarda Woolleyja v letih 1922–34. Zlati, srebrni in granatni nagrobni pridelki iz anglosaškega ladijskega brodoloma v Sutton Hoo (1939) in poznorimska srebrna posoda iz Mildenhalla v Suffolku (1946). Neposredno povojna leta so zajela vrnitev zbirk iz varstva in obnova muzeja po Blitzu. Začela so se tudi dela za obnovo poškodovane galerije Duveen.

### Nov javni obraz (1950–1975)
Leta 1953 je muzej praznoval dvestoletnico obstoja. Sledile so številne spremembe: leta 1964 je bil imenovan prvi notranji oblikovalec in uradnik za publikacije s polnim delovnim časom, leta 1968 je bila ustanovljena organizacija Friends, leta 1970 ustanovljena izobraževalna služba in leta 1973 založba. Leta 1963 je bil sprejet nov zakon parlamenta uvedel upravne reforme. Izposoja predmetov je postala enostavnejša, spremenila se je ustava zaupniškega sveta in Prirodoslovni muzej je postal popolnoma samostojen. Do leta 1959 je bil med vojno popolnoma uničen pisarniški apartma Coins and Medals obnovljen in ponovno odprt, pozornost pa je bila usmerjena v galerijsko delo z novimi okusi v oblikovanju, kar je privedlo do preoblikovanja klasičnih in bližnjevzhodnih galerij Roberta Smirkeja. Leta 1962 je bila galerija Duveen končno obnovljena in partenonske skulpture so bile premaknjene nazaj vanjo, ponovno v središču muzeja.
Do 1970-ih se je muzej ponovno širil. Uvedenih je bilo več storitev za javnost; število obiskovalcev je naraslo, z začasno razstavo Tutankamonovi zakladi leta 1972, ki je privabila 1.694.117 obiskovalcev, kar je bila najuspešnejša v britanski zgodovini. Istega leta je bil sprejet zakon parlamenta o ustanovitvi Britanske knjižnice, ki je ločil zbirko rokopisov in tiskanih knjig od Britanskega muzeja. Tako je muzej ostal s starinami; kovanci, medalje in papirnati denar; odtisi in risbe; in narodopisje. Pereča težava je bila iskanje prostora za dodatke k knjižnici, ki je zdaj zahtevala dodatnih 2,0 km polic vsako leto. Vlada je predlagala lokacijo v St Pancrasu za novo Britansko knjižnico, vendar so knjige muzej zapustile šele leta 1997.

### Nastane Great Court (1975–2000)
Odhod Britanske knjižnice na novo lokacijo v St Pancras, končno dosežen leta 1998, je zagotovil prostor, potreben za knjige. Prav tako je ustvarilo priložnost za preureditev praznega prostora v osrednjem štirikotniku Roberta Smirkeja iz 19. stoletja v Great Court kraljice Elizabete II. – največji pokriti trg v Evropi – ki je bil odprt leta 2000. Etnografske zbirke, ki so bile na kratko nastanjene v Muzeju človeštva na 6 Burlington Gardens iz leta 1970, so bile leta 2000 vrnjene v nove namensko zgrajene galerije v muzeju.
Muzej je ponovno prilagodil svojo zbirateljsko politiko, ko se je znova prebudilo zanimanje za 'moderne' predmete: grafike, risbe, medalje in dekorativne umetnosti. Etnografsko terensko delo je potekalo na tako različnih krajih, kot so Nova Gvineja, Madagaskar, Romunija, Gvatemala in Indonezija, izkopavanja pa so potekala na Bližnjem vzhodu, v Egiptu, Sudanu in Združenem kraljestvu. Galerija Weston v Rimski Britaniji, odprta leta 1997, je prikazala številne nedavno odkrite zaklade, ki so pokazali bogastvo tega, kar je veljalo za nepomemben del Rimskega cesarstva. Muzej se je vedno bolj usmerjal k zasebnim skladom za stavbe, pridobitve in druge namene. Leta 2000 je bil British Museum nagrajen z naslovom Nacionalni muzej dediščine leta.

### Britanski muzej danes
Danes muzej ne hrani več naravoslovnih zbirk, knjige in rokopisi, ki jih je nekoč hranil, pa so zdaj del neodvisne Britanske knjižnice. Kljub temu muzej ohranja svojo univerzalnost v svojih zbirkah artefaktov, ki predstavljajo kulture sveta, starodavne in sodobne. Prvotna zbirka iz leta 1753 se je povečala na več kot 13 milijonov predmetov v Britanskem muzeju, 70 milijonov v Naravoslovnem muzeju in 150 milijonov v Britanski knjižnici.
Okrogla čitalnica, ki jo je zasnoval arhitekt Sydney Smirke, je bila odprta leta 1857. Skoraj 150 let so raziskovalci prihajali sem, da bi pregledovali ogromno knjižnico muzeja. Čitalnica se je zaprla leta 1997, ko se je nacionalna knjižnica (Britanska knjižnica) preselila v novo stavbo v St Pancrasu. Danes je preoblikovan v Center Walterja in Leonore Annenberg.
Ko so knjižni skladi na osrednjem dvorišču muzeja prazni, se lahko začne rušenje Velikega dvora Lorda Fosterja s stekleno streho. Veliki dvor, odprt leta 2000, je sicer nedvomno izboljšal kroženje po muzeju, vendar je bil deležen kritik zaradi pomanjkanja razstavnega prostora v času, ko je bil muzej v hudih finančnih težavah in so bile številne galerije zaprte za javnost. Istočasno so afriške zbirke, ki so bile začasno nastanjene v 6 vrtovih Burlington, dobile novo galerijo v severnem krilu, ki jo je financirala družina Sainsbury – z donacijo, ocenjeno na 25 milijonov funtov.
Kot del svoje zelo velike spletne strani ima muzej največjo spletno bazo podatkov o predmetih v zbirki katerega koli muzeja na svetu, s skoraj 4.500.000 vnosi posameznih predmetov v 2.000.000 zapisih, od katerih so mnogi ilustrirani, na spletu na začetku leta 2023. Obstaja tudi zbirka podatkov »Highlights« z daljšimi vnosi o več kot 4000 predmetih ter več specializiranih spletnih raziskovalnih katalogov in spletnih revij (do vseh je brezplačen dostop). Leta 2013 je muzejska spletna stran prejela 19,5 milijona obiskov, kar je 47 % več kot leto prej.
Leta 2013 je muzej prejel rekordnih 6,7 milijona obiskovalcev, kar je 20 % več kot leto prej. Priljubljene razstave, vključno z Življenje in smrt v Pompejih in Herkulanumu in Umetnost ledene dobe, so zaslužne za pomoč pri povečanju števila obiskovalcev. Septembra 2014 so bili objavljeni načrti za poustvarjanje celotne zgradbe skupaj z vsemi eksponati v videoigri Minecraft v sodelovanju z javnostjo.  V Britanskem muzeju so posneli številne filme.

## Digitalno in na spletu
Muzej sodeluje z Googlovim kulturnim inštitutom, da bi zbirko objavil na spletu.